# 1956年コルチナ・ダンペッツオオリンピックのクロスカントリースキー競技
1956年コルチナ・ダンペッツオオリンピックのクロスカントリースキー競技（1956ねんコルチナ・ダンペッツオオリンピックのクロスカントリースキーきょうぎ）は、1956年1月27日から2月4日までイタリア、ヴェネト州ベッルーノ県コルティーナ・ダンペッツォで行われた。
会場のLo Stadio della neveはコルティーナ・ダンペッツォ市街地から約2km郊外にあり、1周15kmのコースが1、10kmのコースが4つ、5kmのコースが3つレイアウトされた。

## 競技結果

### 男子

#### 30km
- 1956年1月27日
- エントリー54人：完走51人
- Sports-Reference.com (Olympics) のアーカイブ (英語)
- 1956年コルチナ・ダンペッツオオリンピックのクロスカントリースキー競技 - Olympedia（英語）
- コルティナダンペッツォオリンピック公式記録(PDF):P609-P611

| 順位 | 名前                         | 国・地域         | 記録          |
| ---- | ---------------------------- | ---------------- | ------------- |
| 1    | ヴェイッコ・ハクリネン       | フィンランド     | 1時間44分06秒 |
| 2    | シクステン・イェルンベリ     | スウェーデン     | 1時間44分30秒 |
| 3    | パヴェル・コルチン           | ソビエト連邦     | 1時間45分45秒 |
| 4    | アナトリ・シェリューキン     | ソビエト連邦     | 1時間45分46秒 |
| 5    | ヴラジーミル・クジン         | ソビエト連邦     | 1時間46分09秒 |
| 6    | フョードル・テレンティエフ   | ソビエト連邦     | 1時間46分43秒 |
| 7    | ペール＝エリック・ラーション | スウェーデン     | 1時間46分51秒 |
| 8    | レンナート・ラーション       | スウェーデン     | 1時間46分56秒 |
| 9    | オラヴィ・ラトサ             | フィンランド     | 1時間47分30秒 |
| 10   | イリヤ・マトウシュ           | チェコスロバキア | 1時間48分12秒 |
| 28   | 宮尾辰男                     | 日本             | 1時間55分40秒 |

#### 15km
- 1956年1月30日
- エントリー62人：完走61人
- Sports-Reference.com (Olympics) のアーカイブ (英語)
- 1956年コルチナ・ダンペッツオオリンピックのクロスカントリースキー競技 - Olympedia（英語）
- コルティナダンペッツォオリンピック公式記録(PDF):P606-P608

| 順位 | 名前                       | 国・地域     | 記録     |
| ---- | -------------------------- | ------------ | -------- |
| 1    | ホルガイル・ブレンデン     | ノルウェー   | 49分39秒 |
| 2    | シクステン・イェルンベリ   | スウェーデン | 50分14秒 |
| 3    | パヴェル・コルチン         | ソビエト連邦 | 50分17秒 |
| 4    | ヴェイッコ・ハクリネン     | フィンランド | 50分31秒 |
| 5    | ホーコン・ブルースヴェーン | ノルウェー   | 50分36秒 |
| 6    | マルティン・ストッケン     | ノルウェー   | 50分45秒 |
| 7    | ニコライ・アニキン         | ソビエト連邦 | 50分58秒 |
| 8    | レンナート・ラーション     | スウェーデン | 51分03秒 |
| 9    | アルヴォ・ヴィータネン     | フィンランド | 51分10秒 |
| 10   | ヴラジーミル・クジン       | ソビエト連邦 | 51分36秒 |
| 48   | 宮尾辰男                   | 日本         | 56分59秒 |

#### 50km
- 1956年2月2日
- エントリー33人：完走30人
- Sports-Reference.com (Olympics) のアーカイブ (英語)
- 1956年コルチナ・ダンペッツオオリンピックのクロスカントリースキー競技 - Olympedia（英語）
- コルティナダンペッツォオリンピック公式記録(PDF):P612-P613

| 順位 | 名前                       | 国・地域     | 記録          |
| ---- | -------------------------- | ------------ | ------------- |
| 1    | シクステン・イェルンベリ   | スウェーデン | 2時間50分27秒 |
| 2    | ヴェイッコ・ハクリネン     | フィンランド | 2時間51分45秒 |
| 3    | フョードル・テレンティエフ | ソビエト連邦 | 2時間53分32秒 |
| 4    | エーロ・コーレマイネン     | フィンランド | 2時間56分17秒 |
| 5    | アナトリ・シェリューキン   | ソビエト連邦 | 2時間56分40秒 |
| 6    | パヴェル・コルチン         | ソビエト連邦 | 2時間58分00秒 |
| 7    | ヴィクトル・バラノフ       | ソビエト連邦 | 3時間03分55秒 |
| 8    | アンティ・シヴォネン       | フィンランド | 3時間04分16秒 |
| 9    | ヴェイニ・コンティネン     | フィンランド | 3時間06分15秒 |
| 10   | スツーレ・グラーン         | スウェーデン | 3時間06分32秒 |
| 25   | 宮尾辰男                   | 日本         | 3時間25分47秒 |

#### 4×10kmリレー
- 1956年2月4日
- エントリー14チーム：完走14チーム
- Sports-Reference.com (Olympics) のアーカイブ (英語)
- 1956年コルチナ・ダンペッツオオリンピックのクロスカントリースキー競技 - Olympedia（英語）
- コルティナダンペッツォオリンピック公式記録(PDF):P614-P615

| 順位 | 名前                                                                                                  | 国・地域         | 記録          |
| ---- | --- | ---------------- | ------------- |
| 1    | フョードル・テレンティエフ パヴェル・コルチン ニコライ・アニキン ヴラジーミル・クジン                 | ソビエト連邦     | 2時間15分30秒 |
| 2    | アウグスト・キウル ヨルマ・コルテライネン アルヴォ・ヴィータネン ヴェイッコ・ハクリネン               | フィンランド     | 2時間16分31秒 |
| 3    | レンナート・ラーション グンナル・サミュエルソン ペール＝エリック・ラーション シクステン・イェルンベリ | スウェーデン     | 2時間17分42秒 |
| 4    | ホーコン・ブルースヴェーン ペール・オルセン マルティン・ストッケン ホルガイル・ブレンデン             | ノルウェー       | 2時間21分16秒 |
| 5    | ポンペオ・ファットール オッタヴィオ・コンパニューニ イノセンゾ・カトリアン フェデリコ・デ・フロリアン | イタリア         | 2時間23分28秒 |
| 6    | ヴィクトール・アービー ルネ・モルディーヨン ブノワ・キャラーラ ジャン・メルメ                         | フランス         | 2時間24分06秒 |
| 7    | ヴェルナー・ツウィングリ ヴィクトール・クローニ フリッツ・コハー マルセル・フグーニン                 | スイス           | 2時間24分30秒 |
| 8    | エミル・オクリアル ヴィラスチミル・メリッヒ ユゼフ・プロケシュ イリヤ・マトウシュ                     | チェコスロバキア | 2時間24分54秒 |
| 9    | ユゼフ・ロビシュ ユゼフ・ゴンシニツァ＝ソブチャック タデウシュ・クワピン アンジェイ・マテヤ           | ポーランド       | 2時間25分55秒 |
| 10   | クノ・ヴェルナー ジークフリート・ヴァイス ルディ・コップ ヘルマン・メヒェル                           | 東西統一ドイツ   | 2時間26分37秒 |

### 女子

#### 10km
- 1956年1月28日
- エントリー40人：完走39人
- Sports-Reference.com (Olympics) のアーカイブ (英語)
- 1956年コルチナ・ダンペッツオオリンピックのクロスカントリースキー競技 - Olympedia（英語）
- コルティナダンペッツォオリンピック公式記録(PDF):P602-P603

| 順位 | 名前                                     | 国・地域     | 記録     |
| ---- | ---------------------------------------- | ------------ | -------- |
| 1    | リュボフ・バラノワ＝コズィレワ           | ソビエト連邦 | 38分11秒 |
| 2    | ラディア・イェロシナ                     | ソビエト連邦 | 38分16秒 |
| 3    | ソーニャ・ルトストローム＝エドストローム | スウェーデン | 38分23秒 |
| 4    | アレフティナ・コルチナ                   | ソビエト連邦 | 38分46秒 |
| 5    | シーリ・ランタネン                       | フィンランド | 39分40秒 |
| 6    | ミルヤ・ヒエタミエス                     | フィンランド | 40分18秒 |
| 7    | イルマ・ヨハンソン                       | スウェーデン | 40分20秒 |
| 8    | シルッカ・ポルクネン                     | フィンランド | 40分25秒 |
| 9    | アンナ・カーレステ                       | ソビエト連邦 | 40分29秒 |
| 10   | チェルフリート・ブルースヴェーン         | ノルウェー   | 40分38秒 |

#### 3×5kmリレー
- 1956年2月1日
- エントリー10チーム：完走9チーム
- Sports-Reference.com (Olympics) のアーカイブ (英語)
- 1956年コルチナ・ダンペッツオオリンピックのクロスカントリースキー競技 - Olympedia（英語）
- コルティナダンペッツォオリンピック公式記録(PDF):P604-P605

| 順位 | 名前                                                                                             | 国・地域         | 記録          |
| ---- | ------------------------------------------------------------------------------------------------ | ---------------- | ------------- |
| 1    | シルッカ・ポルクネン ミルヤ・ヒエタミエス シーリ・ランタネン                                     | フィンランド     | 1時間09分01秒 |
| 2    | リュボフ・バラノワ＝コズィレワ アレフティナ・コルチナ ラディア・イェロシナ                       | ソビエト連邦     | 1時間09分28秒 |
| 3    | イルマ・ヨハンソン アンナ＝リサ・エリクソン ソーニャ・ルトストローム＝エドストローム             | スウェーデン     | 1時間09分48秒 |
| 4    | チェルフリート・ブルースヴェーン ジーナ・レグラント＝ジークスタット ラケル・ワール               | ノルウェー       | 1時間10分50秒 |
| 5    | マリア・ゴシニツァ・ブコヴァ＝コヴァルスカ ユゼファ・チェルニアフスカ ゾフィア・クシェフトフスカ | ポーランド       | 1時間13分20秒 |
| 6    | エヴァ・パウルソヴァ＝ベネショヴァ リブシェ・パトチュコワ エヴァ・ラウエルマノワ                 | チェコスロバキア | 1時間14分19秒 |
| 7    | エルフレーデ・シュピーゲルハウアー＝ウーリンク エルス・アマン ゾンヒルデ・ハウスシルド＝カルス   | 東西統一ドイツ   | 1時間15分33秒 |
| 8    | フィデス・ロマニン リタ・ボッテーロ イルデガルダ・タッフラ                                       | イタリア         | 1時間16分11秒 |
| 9    | アマリーヤ・ベライ ビセルカ・ヴォデンリッチ ナダ・ビルコ＝クステッチ                             | ユーゴスラビア   | 1時間18分54秒 |
| DQ   |                                                                                                  | ルーマニア       | 棄権          |

## 各国メダル数
| 順 | 国・地域     | 金 | 銀 | 銅 | 計 |
| -- | ------------ | -- | -- | -- | -- |
| 1  | ソビエト連邦 | 2  | 2  | 3  | 7  |
| 2  | フィンランド | 2  | 2  | 0  | 4  |
| 3  | スウェーデン | 1  | 2  | 3  | 6  |
| 4  | ノルウェー   | 1  | 0  | 0  | 1  |